# Jardin botanique d'Ajuda
Le jardin botanique d'Ajuda est situé dans la paroisse d'Ajuda, à Lisbonne. Fondé en 1768, il est le plus ancien jardin botanique du Portugal. Il est enregistré auprès du Botanic Gardens Conservation International et présente des programmes de conservation pour l'Agenda International pour la Conservation dans les Jardins Botaniques.
Le jardin botanique d'Ajuda est classé immeuble d'intérêt public depuis 1944.

## Histoire
Au Portugal, le plus ancien jardin botanique se trouve à Ajuda. Son histoire remonte à 1755, après le tremblement de terre de Lisbonne, au cours duquel le roi José Ier a transféré sa cour de la périphérie de la capitale à Ajuda. Cet emplacement a été choisi parce que cette zone n'a pas été affectée par le tremblement de terre. En 1768, le Jardin Botanique Royal voit le jour. Le botaniste italien Domenico Vandelli fut le créateur de ce jardin, qui transféra le jardin botanique de sa ville natale, Padoue, dans la capitale portugaise. Cependant, Vandelli n'a pas débuté seul les travaux de construction du jardin, mais a eu l'aide précieuse de Júlio Mattiazi, le premier jardinier du Jardin botanique de Padoue.
Ce jardin, qui avait entre autres objectifs de procurer des loisirs à la famille royale et d'instruire les princes et petits-fils du monarque, possédait déjà une précieuse collection d'environ 5000 espèces à la fin du XVIIIe siècle.
L'invasion napoléonienne en 1808, rasa la plupart des collections du Jardin botanique royal, compromettant le plan expansionniste du jardin. La réactivation du jardin n'a eu lieu qu'avec le retour de Jean VI du Brésil et, avec la proclamation de la République, il a été ouvert au public.
En 1811, le professeur de l'Université de Coimbra, Félix de Avelar Brotero, est nommé par Jean VI directeur du Musée royal et jardin botanique d'Ajuda. La mort de Brotero, en 1828, a causé des pertes irrécupérables à la recherche botanique, et les recherches se sont effondrées. Ainsi, les jardins botaniques de Coimbra et d'Ajuda n'étaient plus correctement entretenus, restant dans un état de délabrement jusqu'au milieu du XIXe siècle.
En 1837, le Musée royal et le Jardin botanique d'Ajuda sont confiés à l'administration de l'Académie des sciences de Lisbonne. En 1838, avec la fondation de l'Escola Politécnica de Lisbonne, le Jardin Botanique d'Ajuda a de nouvelles perspectives. Le besoin de l'École polytechnique de disposer d'un jardin botanique pour le développement de son travail a conduit au fait que cette année le Jardin botanique d'Ajuda et le Musée royal ont été intégrés à cette institution. En juin 1839, le ministre des Affaires du Royaume accepte l'incorporation du Jardin botanique à l'École polytechnique.
Le célèbre botaniste autrichien Friedrich Welwitsch était au Portugal depuis juillet 1839, afin d'effectuer un voyage d'étude aux Açores, aux Canaries et au Cap-Vert subventionné par « Unio Itineraria », une association basée à Essligen, dont l'objectif était de réaliser des expéditions scientifiques. Cependant, en raison des tempêtes, les déplacements entre Lisbonne et les îles sont devenus irréguliers, de sorte que Welwitsch n'a pas continué au-delà de Lisbonne et a présenté une demande pour être nommé formateur de botanique à l'École polytechnique. Pendant le court séjour de l'éminent naturaliste, de nombreuses espèces nouvelles, dont beaucoup exotiques, ont enrichi le jardin. À la fin de 1844, Welwitsch supervisait déjà le Jardim do Lumiar, précédemment acquis par le duc de Palmela, ainsi que surintendant d'autres jardins que le duc possédait dispersés dans tout le pays.
En 1996, avec divers soutiens, dont Turismo de Lisboa, l'architecte Cristina Castel-Branco a entamé le processus de rénovation totale du jardin.
En 2002, une fois les principaux travaux de restauration terminés, Dalila Espírito Santo a pris la direction du lieu. Depuis lors, des efforts ont été faits pour augmenter le nombre de visiteurs au jardin, créant un agenda culturel avec des activités récréatives et éducatives permanentes.

## Le jardin
Ce jardin à l'italienne sur deux niveaux est une oasis au cœur de Lisbonne. Il a une superficie d'environ 4 ha et son accès est payant.
Le jardin comprend des arbres tropicaux et l'une des plus grandes haies de buis d'Europe, d'environ 2 km de long, dessinant divers motifs géométriques autour des parterres de fleurs.
Les principales attractions du jardin sont :
- le Dragonnier - Dracaena draco - le plus vieil arbre du jardin, âgé d'environ 400 ans, originaire de Madère ;
- la « Fonte das 40 bicas » - fontaine située au centre du pont inférieur du jardin, datant du XVIIIe siècle avec des serpents, des poissons ailés, des hippocampes et des figures mythiques ;
- la vue magnifique depuis la terrasse supérieure du jardin jusqu'à la terrasse inférieure, sur fond de la ville de Lisbonne avec le Tage, le pont et le Cristo Rei ;
- le fait que plusieurs paons parcourent le jardin parmi les visiteurs.

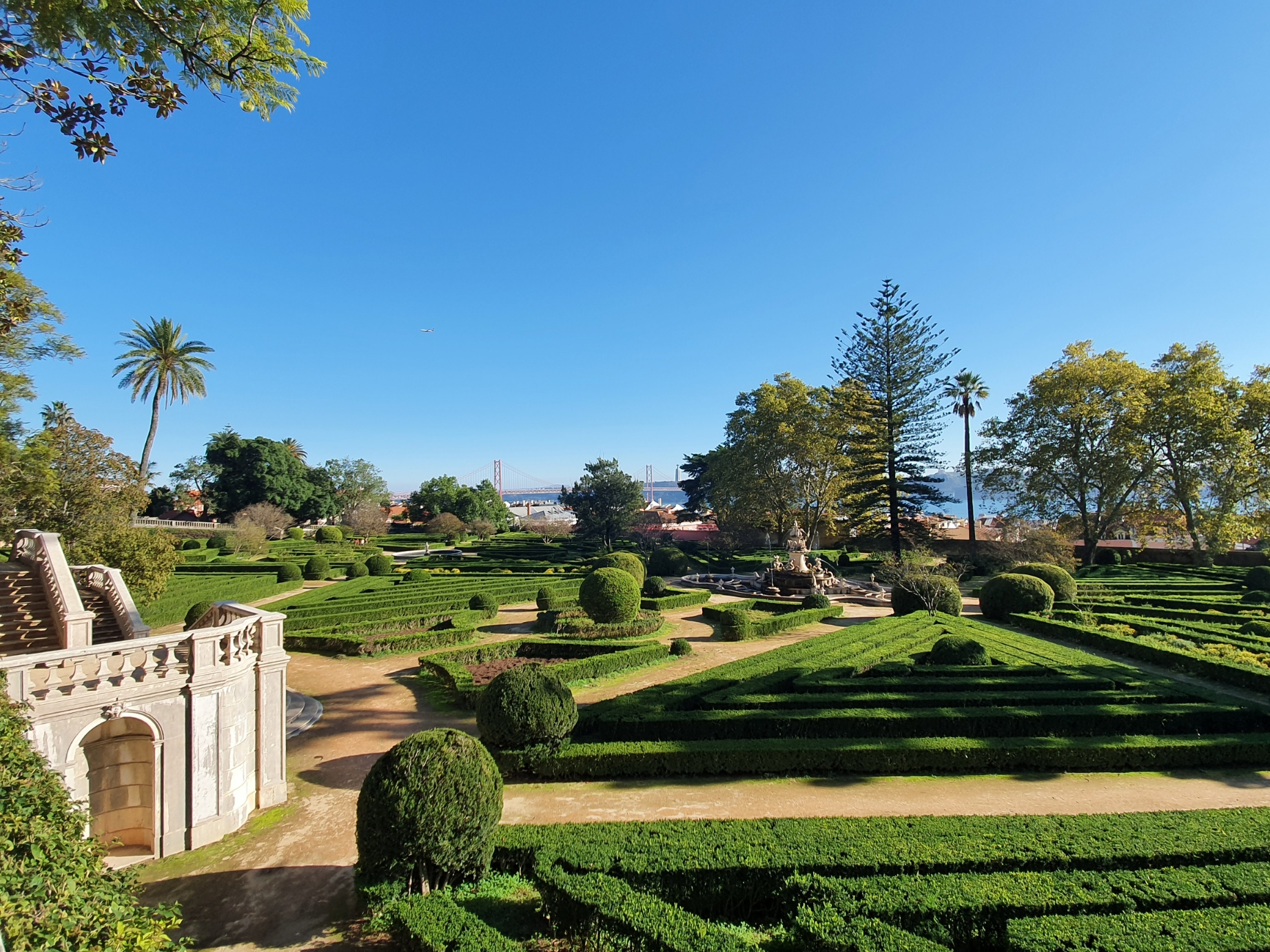
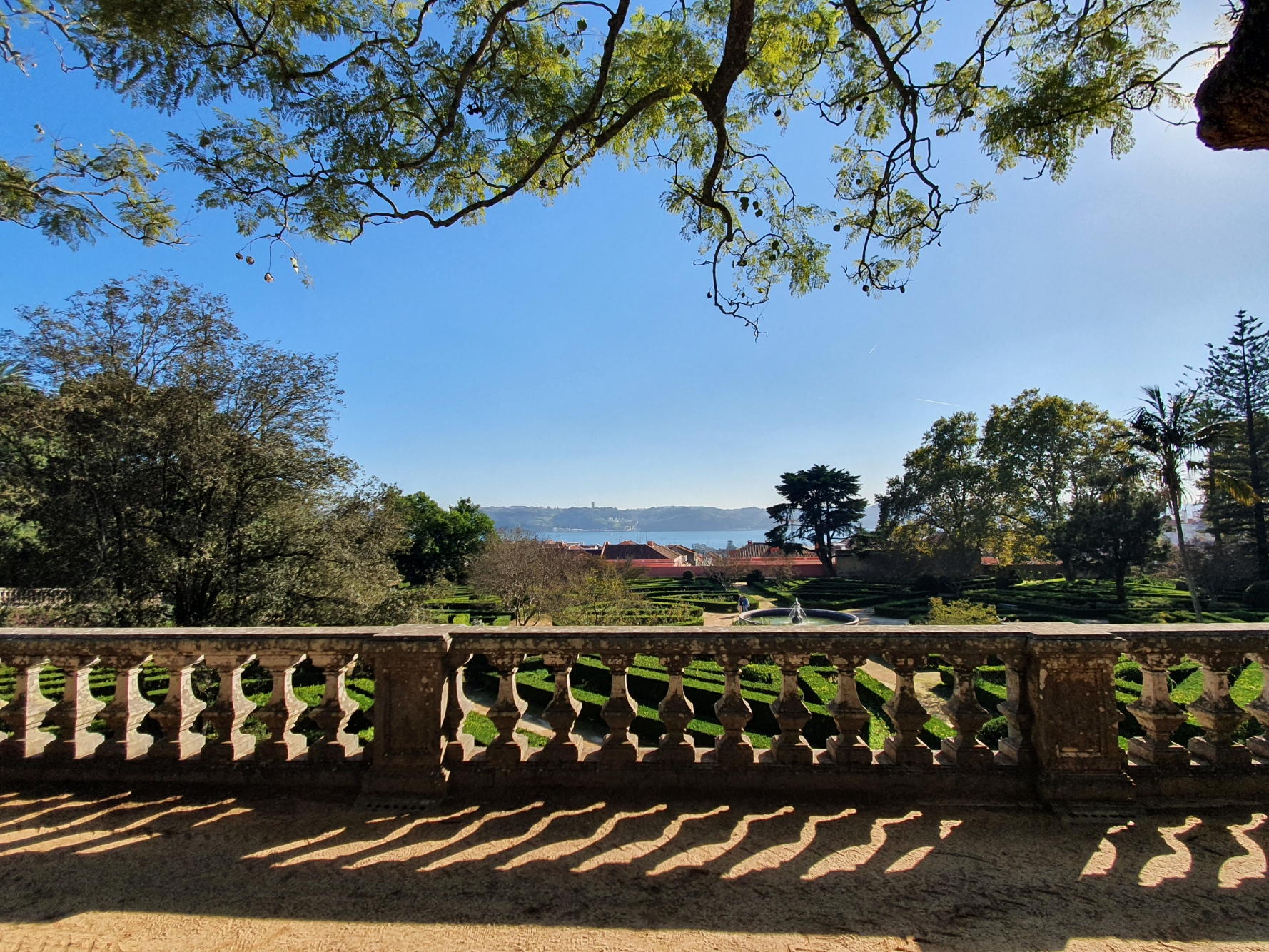
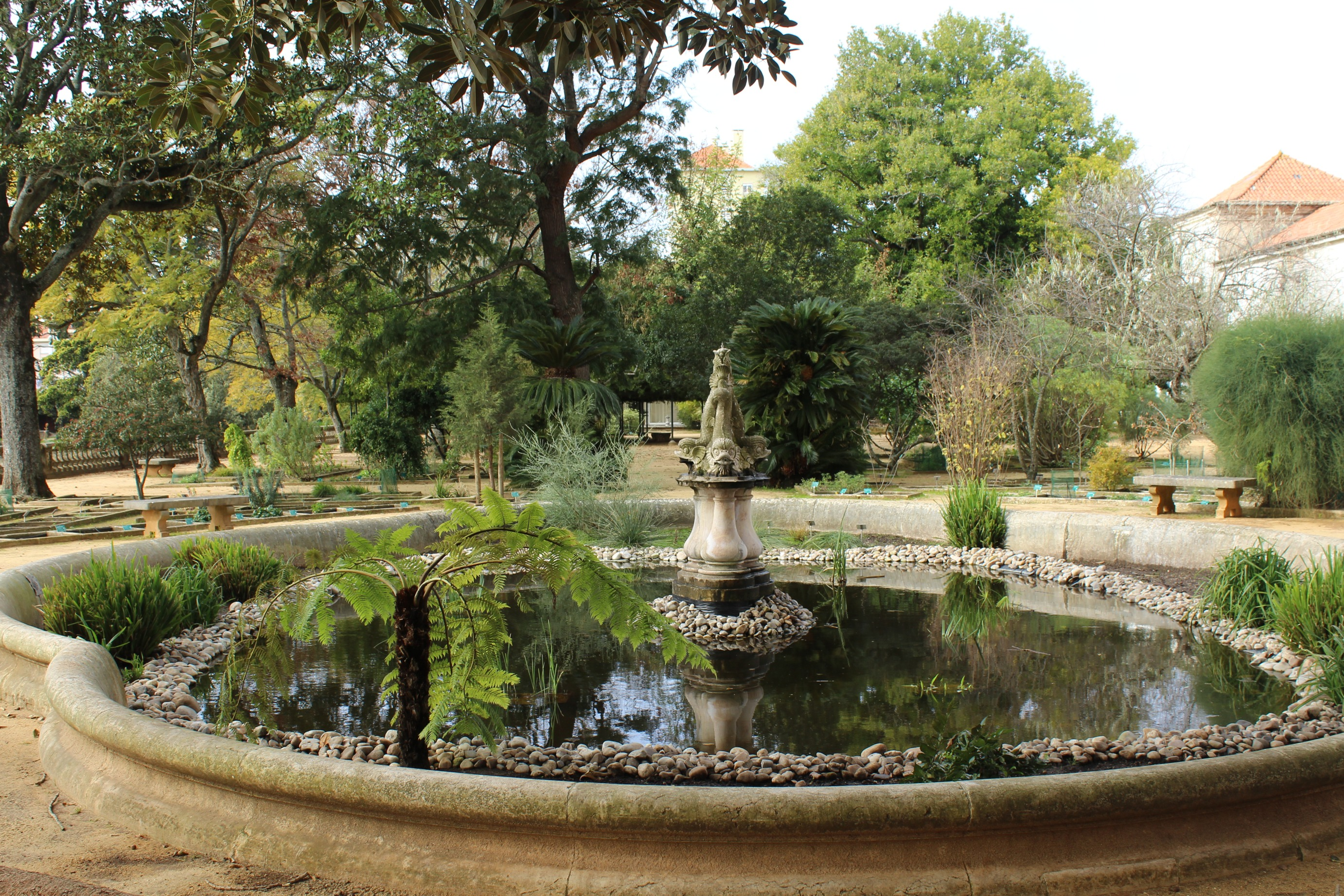
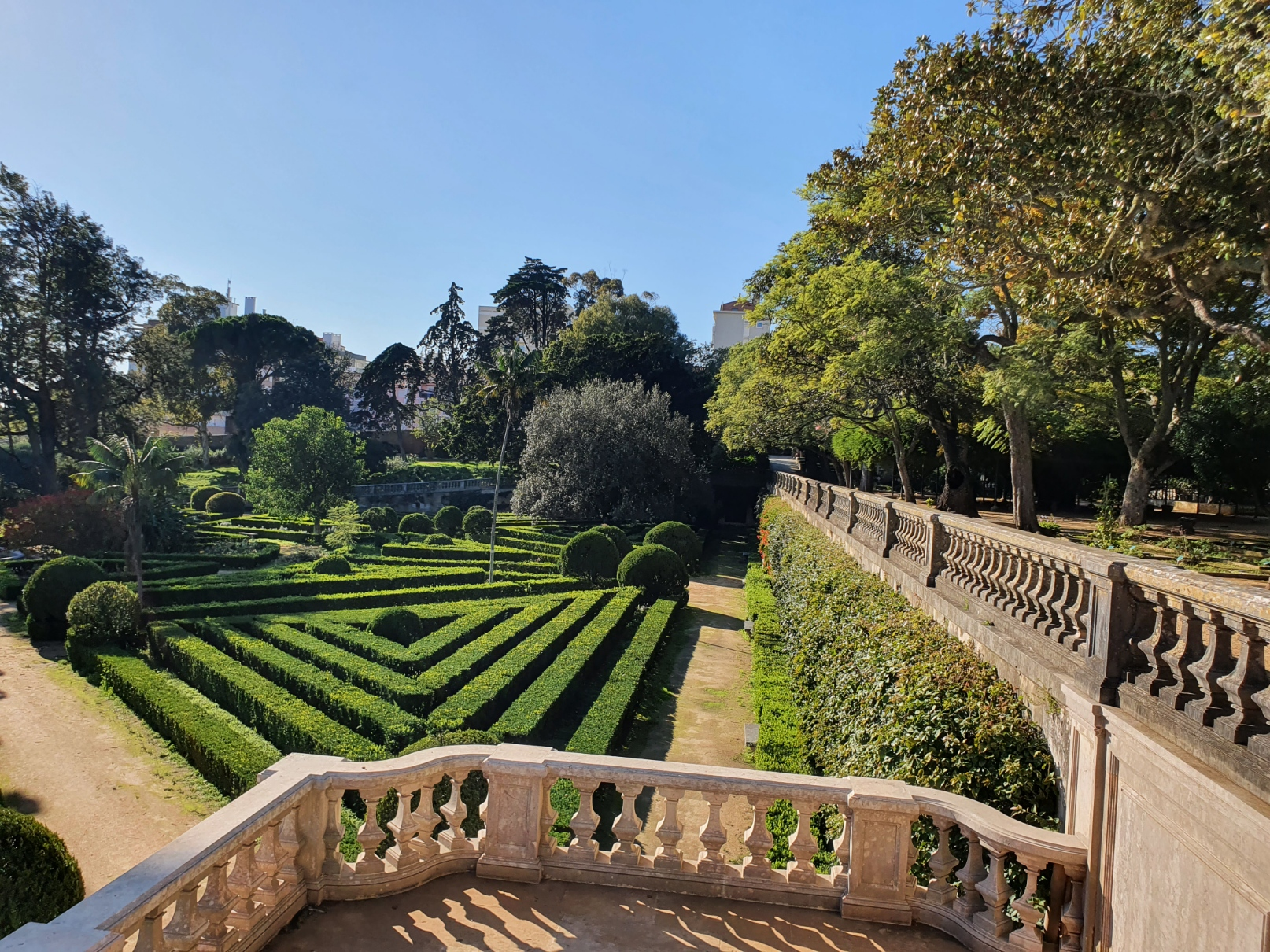
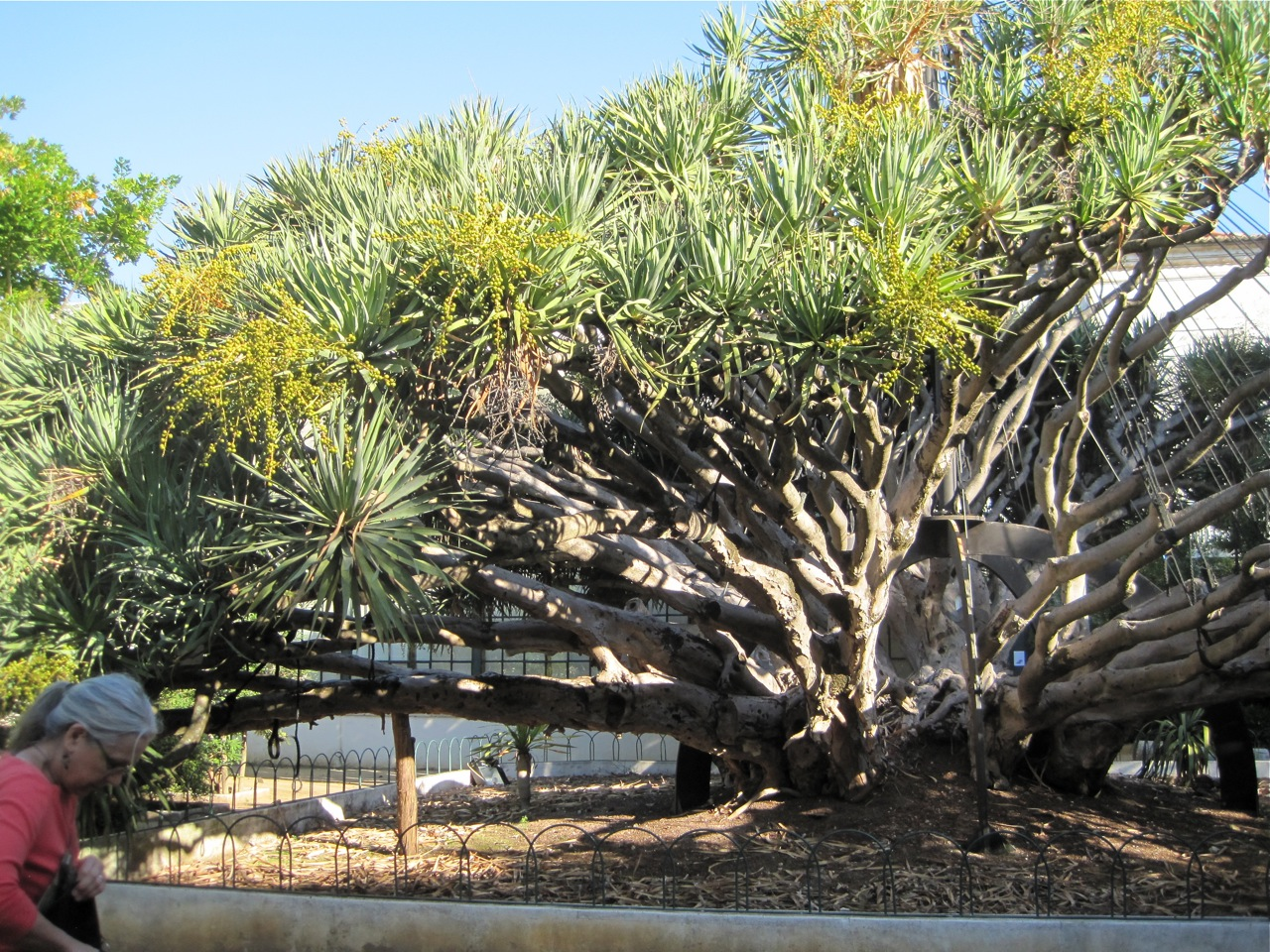